# 杨敏 (1954年)
杨敏（1954年—），女，汉族，辽宁抚顺人，中华人民共和国企业家，中国共产党党员，曾任罕王实业集团有限公司董事长，全国人民代表大会辽宁地区代表。

## 生平
杨敏毕业于北京师范大学管理学院经济管理专业。2008年当选为第十一届全国人大代表。2013年当选为第十二届全国人大代表。2016年因涉嫌贿选被认定当选无效。